# Sowjetischer Fußballpokal 1989/90
Der Sowjetische Fußballpokal 1989/90 war die 49. Austragung des sowjetischen Pokalwettbewerbs der Männer. Pokalsieger wurde Dynamo Kiew. Das Team setzte sich im Finale gegen Lokomotive Moskau durch. Kiew qualifizierte sich durch den Sieg für den Europapokal der Pokalsieger.

## Modus
An dem Wettbewerb nahmen die 16 Erstligisten, die 22 Zweitligisten und 42 Mannschaften der drittklassigen Wtoraja Liga teil.
In der 3. Runde und im Achtelfinale wurden die Sieger in Hin- und Rückspiel ermittelt. Gab es nach beiden Partien Torgleichstand, entschied die Anzahl der auswärts erzielten Tore (Auswärtstorregel). War auch deren Anzahl gleich, fand im Rückspiel eine Verlängerung statt, in der auch die Auswärtstorregel galt. Wurde in der Verlängerung kein Treffer erzielt, musste der Sieger durch ein Elfmeterschießen ermittelt werden.
In den anderen Runden wurden die Begegnungen in einem Spiel entschieden. Stand es in den K.-o.-Spielen nach regulärer Spielzeit unentschieden, wurde das Spiel um zweimal 15 Minuten verlängert. Stand danach kein Sieger fest, wurden der Sieger per Elfmeterschießen ermittelt.

## Teilnehmende Teams
| Wysschaja Liga (16) | Wysschaja Liga (16) | Perwaja Liga (22) | Perwaja Liga (22) |
| --- | --- | --- | --- |
| - Dynamo Moskau - Lokomotive Moskau - Spartak Moskau - Torpedo Moskau - Ararat Jerewan - Dynamo Kiew - Dinamo Minsk - Dinamo Tiflis                                                                            | - Dnjepr Dnjepropetrowsk - Metallist Charkow - Pamir Duschanbe - Rotor Wolgograd - Schachtjor Donezk - Tschernomorez Odessa - FK Žalgiris Vilnius - Zenit Leningrad                                                                   | - Daugava Riga - Dinamo Batumi - Dynamo Stawropol - Fakel Woronesch - Geolog Tjumen - Guria Lantschchuti - Kairat Alma-Ata - Karpaty Lwow - Kotajk Abowjan - Kuban Krasnodar - Kusbass Kemerowo | - Metallurg Saporoschje - Neftçi Baku - Nistru Kischinjow - Pachtakor Taschkent - Rostselmasch Rostow - SKA Rostow - Schinnik Jaroslawl - Spartak Ordschonikidse - Tawrija Simferopol - Torpedo Kutaissi - ZSKA Moskau |
| Wtoraja Liga (42) | | | |
| - Alga Frunse - Amur Blagoweschtschensk - Atlantas Klaipėda - FSK Bukowina Czernowitz - Chimik Grodno - Dynamo Wologda - Dnjepr Mogiljow - Druschba Maikop - Energetik Kustanai - Gastello Ufa - Göyəzən Qazax | - Irtysch Omsk - Kjapas Gjandscha - Kolos Nikopol - Kosonsojez Kosonsoy - Krylja Sowetow Kuibyschew - Krywbas Kriwoi Rog - Lokomotive Tschita - Navbahor Namangan - Meliorator Schymkent - Metallurg Nowokusnezsk - Metalurgi Rustawi | - Neftjanik Fergana - Okean Kertsch - Podolje Chmelnizki - Sarja Kaluga - Saturn Ramenskoje - Sarja Woroschilowgrad - Sochibkor Xalıqabat - Sokol Saratow - SKA Odessa - Spartak Naltschik      | - Swesda Perm - Tekstilschtschik Tiraspol - Topedo Rjasan - Torpedo Taganrog - Traktor Pawlodar - Tschaika Sewastopol - Uralmasch Swerdlowsk - Worskla Poltawa - Zement Noworossijsk - Zenit Ischewsk                  |

## 1. Runde
Teilnehmer: Die 22 Zweitligisten und 42 Drittligisten.
| Datum      |                           | Ergebnis              |                         |
| ---------- | ------------------------- | --------------------- | ----------------------- |
| 02.05.1989 | Alga Frunse               | 3:0                   | Metallurg Nowokusnezsk  |
| 02.05.1989 | Amur Blagoweschtschensk   | 2:0                   | Neftjanik Fergana       |
| 02.05.1989 | Atlantas Klaipėda         | 1:2                   | Metallurg Saporoschje   |
| 02.05.1989 | Worskla Poltawa           | 3:0                   | Tawrija Simferopol      |
| 02.05.1989 | Gastello Ufa              | 1:2                   | Göyəzən Qazax           |
| 02.05.1989 | Dynamo Wologda            | 1:0                   | Saturn Ramenskoje       |
| 02.05.1989 | Dynamo Stawropol          | 3:0                   | Sarja Kaluga            |
| 02.05.1989 | Dnjepr Mogiljow           | 1:0                   | FSK Bukowina Czernowitz |
| 02.05.1989 | Druschba Maikop           | 1:2                   | Rostselmasch Rostow     |
| 02.05.1989 | Sarja Woroschilowgrad     | 1:0                   | Kuban Krasnodar         |
| 02.05.1989 | Swesda Perm               | 2:3 n. V.             | Guria Lantschchuti      |
| 02.05.1989 | Zenit Ischewsk            | 0:1                   | Neftçi Baku             |
| 02.05.1989 | Irtysch Omsk              | 1:0                   | Uralmasch Swerdlowsk    |
| 02.05.1989 | Kosonsojez Kosonsoy       | 1:4                   | Pachtakor Taschkent     |
| 02.05.1989 | Kolos Nikopol             | 1:0                   | Fakel Woronesch         |
| 02.05.1989 | Krywbas Kriwoi Rog        | 2:1                   | Daugava Riga            |
| 02.05.1989 | Krylja Sowetow Kuibyschew | 1:0                   | Spartak Ordschonikidse  |
| 02.05.1989 | Kjapas Gjandscha          | 0:1                   | ZSKA Moskau             |
| 02.05.1989 | Lokomotive Tschita        | 1:0                   | Kusbass Kemerowo        |
| 02.05.1989 | Meliorator Schymkent      | 1:1 n. V. (5:4 i. E.) | SKA Rostow              |
| 02.05.1989 | Metalurgi Rustawi         | 3:2                   | Dinamo Batumi           |
| 02.05.1989 | Navbahor Namangan         | 3:0                   | Energetik Kustanai      |
| 02.05.1989 | Podolje Chmelnizki        | 0:2                   | Okean Kertsch           |
| 02.05.1989 | SKA Odessa                | 2:1                   | Tschaika Sewastopol     |
| 02.05.1989 | Sokol Saratow             | 6:3                   | Torpedo Kutaissi        |
| 02.05.1989 | Sochibkor Xalıqabat       | 1:1 n. V. (4:2 i. E.) | Geolog Tjumen           |
| 02.05.1989 | Tekstilschtschik Tiraspol | 1:1 n. V. (5:3 i. E.) | Nistru Kischinjow       |
| 02.05.1989 | Topedo Rjasan             | 1:3                   | Spartak Naltschik       |
| 02.05.1989 | Torpedo Taganrog          | 1:2                   | Schinnik Jaroslawl      |
| 02.05.1989 | Traktor Pawlodar          | 0:2                   | Kairat Alma-Ata         |
| 02.05.1989 | Chimik Grodno             | 1:0                   | Karpaty Lwow            |
| 02.05.1989 | Zement Noworossijsk       | 2:1 n. V.             | Kotajk Abowjan          |

## 2. Runde
Teilnehmer: Die 32 Sieger der 1. Runde
| Datum      |                           | Ergebnis |                       |
| ---------- | ------------------------- | -------- | --------------------- |
| 01.06.1989 | Amur Blagoweschtschensk   | 2:0      | Lokomotive Tschita    |
| 01.06.1989 | Worskla Poltawa           | 1:0      | SKA Odessa            |
| 01.06.1989 | Göyəzən Qazax             | 1:2      | Neftçi Baku           |
| 01.06.1989 | Guria Lantschchuti        | 0+:- 1   | Irtysch Omsk          |
| 01.06.1989 | Dynamo Stawropol          | 1:0      | Kolos Nikopol         |
| 01.06.1989 | Dnjepr Mogiljow           | 1:4      | Krywbas Kriwoi Rog    |
| 01.06.1989 | Kairat Alma-Ata           | 2:0      | Meliorator Schymkent  |
| 01.06.1989 | Krylja Sowetow Kuibyschew | 4:0      | Metalurgi Rustawi     |
| 01.06.1989 | Navbahor Namangan         | 3:0      | Sochibkor Xalıqabat   |
| 01.06.1989 | Okean Kertsch             | 0:4      | Metallurg Saporoschje |
| 01.06.1989 | Pachtakor Taschkent       | 1:0      | Alga Frunse           |
| 01.06.1989 | Rostselmasch Rostow       | 1:2      | Dynamo Wologda        |
| 01.06.1989 | Spartak Naltschik         | 0-:+ 2   | Zement Noworossijsk   |
| 01.06.1989 | Tekstilschtschik Tiraspol | 3:0      | Chimik Grodno         |
| 01.06.1989 | ZSKA Moskau               | 4:2      | Sokol Saratow         |
| 01.06.1989 | Schinnik Jaroslawl        | 1:0      | Sarja Woroschilowgrad |

## 3. Runde
Teilnehmer: Die 16 Sieger der 2. Runde und die 16 Erstligisten
| Datum             |                           | Gesamt    |                           | Hinspiel | Rückspiel |
| ----------------- | ------------------------- | --------- | ------------------------- | -------- | --------- |
| 29.06./17.07.1989 | Worskla Poltawa           | 2:5       | FK Žalgiris Vilnius       | 1:0      | 1:5       |
| 29.06./17.07.1989 | Guria Lantschchuti        | 3:4       | Schachtjor Donezk         | 1:0      | 2:4       |
| 29.06./17.07.1989 | Dynamo Stawropol          | 3:5       | Dynamo Moskau             | 1:3      | 2:2       |
| 29.06./17.07.1989 | Neftçi Baku               | 2:4       | Rotor Wolgograd           | 2:1      | 0:3       |
| 29.06./17.07.1989 | ZSKA Moskau               | (a)3:3(a) | Dnjepr Dnjepropetrowsk    | 1:1      | 2:2       |
| 29.06./17.07.1989 | Amur Blagoweschtschensk   | 2:3       | Metallist Charkow         | 2:3      | 0-:+ 1    |
| 29.06./18.07.1989 | Metallurg Saporoschje     | 1:2       | Tschernomorez Odessa      | 0:1      | 1:1       |
| 29.06./18.07.1989 | Tekstilschtschik Tiraspol | 2:6       | Torpedo Moskau            | 2:2      | 0:4       |
| 29.06./18.07.1989 | Schinnik Jaroslawl        | 1:3       | Spartak Moskau            | 0:1      | 1:2       |
| 30.06./18.07.1989 | Dynamo Wologda            | (a)4:4(a) | Ararat Jerewan            | 2:4      | 2:0       |
| 30.06./18.07.1989 | Zenit Leningrad           | 2:9       | Krylja Sowetow Kuibyschew | 2:5      | 0:4       |
| 30.06./17.07.1989 | Kairat Alma-Ata           | 1:4       | Dynamo Kiew               | 0:1      | 1:3       |
| 30.06./17.07.1989 | Krywbas Kriwoi Rog        | 1:8       | Lokomotive Moskau         | 1:3      | 0:5       |
| 30.06./17.07.1989 | Pachtakor Taschkent       | 6:2       | Pamir Duschanbe           | 3:2      | 3:0       |
| 30.06./17.07.1989 | Zement Noworossijsk       | 0:2       | Dinamo Minsk              | 0:1      | 0:1       |
| 14.07./17.07.1989 | Dinamo Tiflis             | 7:0       | Navbahor Namangan         | 5:0      | 2:0       |

## Achtelfinale
| Datum             |                      | Gesamt    |                           | Hinspiel | Rückspiel |
| ----------------- | -------------------- | --------- | ------------------------- | -------- | --------- |
| 08.11./18.11.1989 | Spartak Moskau       | (a)2:2(a) | Dinamo Minsk              | 2:1      | 0:1       |
| 08.11./01.03.1990 | Dynamo Kiew          | 1:0       | Dinamo Tiflis             | 1:0      | 0+:- 1    |
| 08.11./01.03.1990 | Dynamo Moskau        | 2:0       | Ararat Jerewan            | 1:0      | 1:0       |
| 09.11./16.11.1989 | Schachtjor Donezk    | 0:1       | Krylja Sowetow Kuibyschew | 0:0      | 0:1       |
| 11.11./16.11.1989 | Rotor Wolgograd      | 3:4       | ZSKA Moskau               | 3:2      | 0:2       |
| 12.11./16.11.1989 | Pachtakor Taschkent  | 2:3       | Metallist Charkow         | 0:3      | 2:0       |
| 12.11./17.11.1989 | FK Žalgiris Vilnius  | 1:4       | Lokomotive Moskau         | 1:1      | 0:3       |
| 12.11./01.03.1990 | Tschernomorez Odessa | 1:3       | Torpedo Moskau            | 1:0      | 0:3       |

## Viertelfinale
| Datum      |                   | Ergebnis              |                           |
| ---------- | ----------------- | --------------------- | ------------------------- |
| 19.03.1990 | ZSKA Moskau       | 3:1                   | Krylja Sowetow Kuibyschew |
| 20.03.1990 | Dinamo Minsk      | 0:0 n. V. (4:5 i. E.) | Dynamo Moskau             |
| 20.03.1990 | Lokomotive Moskau | 2:0                   | Torpedo Moskau            |
| 20.03.1990 | Metallist Charkow | 0:1                   | Dynamo Kiew               |

## Halbfinale
| Datum      |               | Ergebnis              |                   |
| ---------- | ------------- | --------------------- | ----------------- |
| 17.04.1990 | Dynamo Kiew   | 4:2                   | ZSKA Moskau       |
| 17.04.1990 | Dynamo Moskau | 0:0 n. V. (2:4 i. E.) | Lokomotive Moskau |

## Finale
| Paarung           | Lokomotive Moskau – Dynamo Kiew |
| Ergebnis          | 1:6 (0:3) |
| Datum             | 2. Mai 1990 |
| Stadion           | Olympiastadion Luschniki, Moskau |
| Zuschauer         | 15.000 |
| Schiedsrichter    | Iwan Timoschenko |
| Tore              | 0:1 Alexei Michailitschenko (19.) 0:2 Wassili Raz (30.) 0:3 Oleg Salenko (43.) 1:3 Jewgeni Mileschkin (52. Elfmeter) 1:4 Oleg Salenko (65.) 1:5 Gennadi Litowtschenko (71.) 1:6 Oleg Salenko (90.)                                                                                              |
| Lokomotive Moskau | Chasanbi Bidschijew – Pawel Nesterow, Jewgeni Mileschkin , Alexei Arifullin, Andrei Solowzow – Oleg Samatow (60. Waleri Plotnikow), Igor Tschugainow, Raschid Gallakberow, Dmitrij Gorkow – Kirill Rybakow (60. Michail Pronitschew), Sergei Sychow (82. Andrei Fedin) Cheftrainer: Juri Sjomin |
| Dynamo Kiew       | Wiktor Tschanow – Sergei Schmatowalenko, Achrik Zweiba, Oleg Kusnezow, Anatoli Demjanenko (83. Oleg Luschnyj) – Sergei Sajez (52. Sergei Kowalez), Wassili Raz, Alexei Michailitschenko (83. Andrei Bal) – Gennadi Litowtschenko, Oleg Salenko, Oleg Protassow Cheftrainer: Waleri Lobanowski   |